# Hidenori Tokuyama
Hidenori Tokuyama (徳山 秀典) (Tóquio, Japão, 30 de Janeiro de 1982), é um ator e cantor japonês.

## Filmografia

### Filmes
| Ano  | Título original                                            | Título em português | Papel         | Observações |
| 2000 | Oshikiri                                                   |                     | Oshikiri      |             |
| 2000 | Cross Fire                                                 |                     | Masaki Kogure |             |
| 2001 | Drug                                                       |                     | Kenji Odajima |             |
| 2006 | Aogura                                                     |                     | Kohiruimaki   |             |
| 2006 | Hayazaki no Hana                                           |                     | Mr. Maeda     |             |
| 2006 | Kamen Rider Kabuto: God Speed Love                         |                     | So Yaguruma   |             |
| 2007 | Kamen Rider Den-O: Ore, Tanjou!                            |                     | Molech Imagin | Voz         |
| 2008 | Ai no Kotodama                                             |                     | Ootani Shinya |             |
| 2008 | Engine sentai Go-onger: Boom boom! Bang bang! GekijoBang!! |                     | Hiroto Suto   |             |
| 2009 | Engine Sentai Go-onger vs. Gekiranger                      |                     | Hiroto Suto   |             |
| 2009 | Kamen Rider Decade: All Riders vs. Dai Shocker             |                     | So Yaguruma   | Voz         |

### Televisão
| Ano  | Título original                | Título em português | Papel             | Observações |
| 1995 | Yashiro Shougun Yoshimunea     |                     | Tayasu Munetake   | NHK         |
| 1997 | Bokura no Yuuki Miman-toshi    |                     | Ryu               | NTV         |
| 1998 | Bishoujo H                     |                     |                   | Fuji TV     |
| 1998 | Seikimatsu no Uta              |                     | Manaka Toru       | NTV         |
| 1998 | Great Teacher Onizuka          |                     | Kenji Yoda        | Fuji TV     |
| 1998 | Joshi kousei Mitsu-yu no Nazo! |                     |                   |             |
| 1999 | Prison Hotel                   |                     | Kenji Yoda        | TV Asahi    |
| 2000 | Hatachi no Kekkon              |                     | Kashiwagi Shigeki | TBS         |
| 2003 | Yankee Bokou ni Kaeru          |                     | Kume Takaaki      | TBS         |
| 2005 | Holyland                       |                     | Masaki Izawa      | TV Tokyo    |
| 2009 | Smile                          |                     | Kinta Kawai       | TVS         |

### Tokusatsu
| Ano  | Título original        | Título em português | Papel       | Observações    |      |                  |  |             |            |
| 1996 | B-Fighter Kabuto       |                     | Eiji        | TV Asahi       |      |                  |  |             |            |
| 2006 | Kamen Rider Kabuto     |                     | So Yaguruma | TV Asahi       |      |                  |  |             |            |
| 2006 | Ultraman Max           |                     |             | ep 36, TBS     |      |                  |  |             |            |
| 2008 | Engine Sentai Go-onger |                     | Hiroto Suto | TV Asahi       |      |                  |  |             |            |
| 2009 | Kamen Rider Decade     |                     | So Yaguruma | (Voz) TV Asahi | 2019 | Kamen Rider Zi-O |  | So Yaguruma | ep 37 e 38 |